# Eduardo, o Velho
Eduardo, o Velho (em inglês antigo: Ēadweard se Ieldra; 874/877 – 17 de julho de 924) foi rei dos Anglo-Saxões e rei de Wessex de 899 até a sua morte em 924. Foi o segundo dos filhos homens (6 no total) de Alfredo, o Grande e de sua esposa Elesvita. Subiu ao trono após a morte de seu pai em 899.
O retrato da ilustração é imaginário e foi realizado junto com o de outros monarcas anglo-saxões por um artista desconhecido no século XVIII. O epônimo de Eduardo, "o Velho" foi usado pela primeira vez no século X no escrito Life of St Æthelwold (Vida de Santo Etelvoldo) de Vulfstano, para distingui-lo do rei posterior, Eduardo, o Mártir.

## Antecedentes
Mércia foi um reino dominante na Inglaterra do sul no século VIII e que manteve esta posição até sofrer a derrota decisiva por Wessex na Batalha de Ellandun em 825. Daí em diante os dois reinos tornaram-se aliados, o que foi um importante factor na resistência inglesa aos viquingues. Em 865, o viquingue dinamarquês Grande Exército Pagão situado na Anglia Oriental, usa-a como ponto de partida para uma invasão. Os Anglo Orientais foram forçados a pagar aos viquingues, que invadem a Nortúmbria no ano seguinte. Eles nomearam um rei fantoche em 867, e movem-se na Mércia, onde passam o inverno de 867-868. O rei Burgredo de Mércia foi acompanhado pelo rei Etelredo de Wessex e seu irmão, o futuro rei Alfredo, para um ataque combinado aos viquingues, que recusam o confronto; no fim os mércios selam a paz com eles. No ano seguinte, os Dinamarqueses conquistam a Anglia Oriental, e em 874 eles expulsam o Rei Burgredo e, com o seu apoio, Ceolvulfo torna-se o último Rei de Mércia. Em 877, os viquingues fracionam Mércia, tomam as regiões orientais e permitem a Ceolvulfo ficar com as ocidentais. No início de 878, eles invadem Wessex, e vários saxões ocidentais se submetem a eles. Alfredo, que era agora rei, foi remetido a uma base remota na Ilha de Athelney em Somerset, mas a situação alterou-se quando ele venceu a decisiva Batalha de Edington. Ele foi, portanto, capaz de impedir os viquingues de tomar Wessex e a Mercia ocidental, embora eles ainda ocupassem a Nortumbria, Anglia Oriental e o leste da Mércia.

## Infância

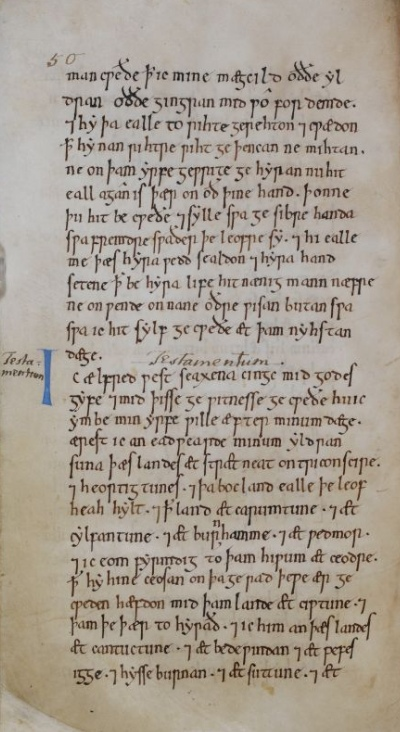
Página do testamento de Alfredo, o Grande, que deixa grande parte das suas propriedades a Eduardo

Os pais de Eduardo, Alfredo e Elesvita casaram em 868. O seu pai foi Etelredo Mucel, Ealdormano de Gaini, e a sua mãe, Eadbura, foi um membro da família real merciana. Alfredo e Elesvita tiveram cinco filhos que sobreviveram à infância. O mais velho deles foi Etelfleda, que casou com Etelredo, Senhor dos Mércios, e que reinou como Senhora dos Mércios após a sua morte. Eduardo foi o seguinte, e a segunda filha, Etelgifa, tornou-se abadessa de Shaftesbury. A terceira filha, Elfrida, casou com Balduíno, conde da Flandres, e ao filho mais novo Etelverdo, foi dada uma educação secular, incluindo a aprendizagem de latim. Isto teria normalmente sugerido que ele seria prometido à igreja, mas é improvável no caso de Etelverdo, pois ele teve filhos mais tarde. Havia também um número desconhecido de crianças que morreram jovens. Nenhuma parte do nome de Eduardo, que significa " protector da riqueza", tinha sido usada anteriormente pela casa real da Saxã Ocidental.

## Sucessão e início do reinado
A sucessão de Eduardo ao trono de seu pai não estava assegurada, já que quando Alfredo morreu, seu primo Etelvoldo, o filho do rei Etelredo I, reclamou seu direito ao trono. Tomou Wimborne, em Dorset, onde havia sido enterrado seu pai, e a igreja cristã em Hampshire, hoje Dorset. Eduardo marchou a Badbury e ofereceu combate, mas Etelvoldo se recusou a deixar Wimborne. Quando viu que Eduardo estava pronto para atacar Wimborne, Etelvoldo fugiu pela noite e uniu-se aos danos, na  Nortúmbria, onde foi proclamado rei, ao passo que Eduardo foi coroado em Kingston upon Thames em 8 de junho de 900 (ver ). No ano seguinte, tomou o título de "Rei dos Anglos e Saxões", distinguindo-se de seus predecessores que haviam sido reis de Wessex.
Em 901, Etelvoldo chegou a Essex com uma frota e expulsou os danos que então habitavam aquela região. No seguinte ano, atacou Cricklade e Braydon. Eduardo chegou com um exército e ambos os lados encontraram-se na batalha de Holme. Etelvoldo e o rei dano Eorico de Ânglia Oriental foram mortos na batalha.
Em 903, Eduardo publicou várias cartas relativas a terra na Mércia. Três delas são testemunhadas pelos líderes da Mércia e sua filha Elfuína, e todos elas contêm uma declaração de que Etelredo e Etelfleda "então detinham o governo e o poder sobre a raça dos mercianos, sob o pretenso rei". Outras cartas foram emitidas pelos líderes da Mércia que não continham nenhum reconhecimento da autoridade de Eduardo, mas eles não emitiram sua própria cunhagem.
As relações com o norte foram problemáticas para Eduardo por vários anos mais. A Crônica Anglo-Saxã menciona que ele fez as pazes com os danos da Ânglia Oriental e de Nortúmbria "por necessidade". Também existe uma menção da reconquista de Chester em 907, o que pode indicar que a cidade foi tomada em uma batalha.
Em 909, Eduardo enviou um exército para arrasar a Nortúmbria. No ano seguinte, os danos da Nortúmbria tentaram atacar a Mércia, mas encontraram um exército combinado de mercianos e saxões ocidentais na batalha de Tettenhall, onde foram destruídos. Desde então, não voltaram a incursionar ao sul do estuário Humber.
Então Eduardo começou a construção de várias fortalezas em Hertford, Witham e Bridgnorth. Diz-se que também havia construído uma em Scergeat, mas esta localização ainda não foi identificada. Esta série de fortalezas manteve os danos à distância. Também foram construídas outras fortalezas em Tamworth, Stafford, Eddisbury e Warwick.
Em 913 houve uma pausa nas suas atividades, embora Etelfledo continuasse a sua fortaleza na Mércia.
Em 914, um exército de viquingues partiu da Bretanha e devastou o estuário de Severn. Em seguida, atacou Ergyng no sudeste do País de Gales (agora Archenfield no Herefordshire) e capturou o Bispo Cyfeilliog. Eduardo o resgatou pela grande quantia de quarenta libras de prata. Os viquingues foram derrotados pelos exércitos de Hereford e Gloucester e fizeram reféns e juramentos para manter a paz. Eduardo mantinha um exército no lado sul do estuário, no caso de os viquingues quebrarem suas promessas, e ele teve que repelir duas vezes ataques. No outono, os viquingues se mudaram para a Irlanda. O episódio sugere que o sudeste de Gales caiu dentro da esfera de poder dos Saxões Ocidentais, ao contrário de Brycheiniog, no norte, onde a Mércia era dominante. No final de 914, Eduardo construiu dois fortes em Buckingham, e Earl Thurketil, o líder do exército dinamarquês em Bedford, submeteu-se a ele. No ano seguinte, ele ocupou Bedford e construiu outra fortificação na margem sul do rio Great Ouse, contra uma viquingue na margem norte. Em 916, Eduardo retornou a Essex e construiu um forte em Maldon para reforçar a defesa de Witham. Ele também ajudou Earl Thurketil e seus seguidores a deixar a Inglaterra, reduzindo o número de exércitos viquingues.
O ano decisivo da guerra foi 917. Em abril, Eduardo construiu um forte em Towcester, como defesa contra os Dinamarqueses de Northampton, e outro num local não identificado chamado Wigingamere. Os Dinamarquese lançaram ataques mal sucedidos em Towcester, Bedford e Wigingamere, enquanto Etelfledo capturou Derby, demonstrando o valor das medidas de defesa dos Ingleses, que foram ajudados pela desunião e falta de coordenação entre os exércitos Vikings. Os Dinamarqueses construíram a sua fortaleza em Tempsford, Bedfordshire, mas no fim do verão  os Ingleses invadiram e mataram o último rei Dinamarquês da Ânglia Oriental. Os Ingleses então tomaram Colchester, embora não tenham tentado mantê-la. Os dinamarqueses retaliaram enviando um grande exército para sitiar Maldon, mas a guarnição resistiu até ser rendida e o exército em retirada foi fortemente derrotado. Eduardo então retornou a Towcester e reforçou o seu forte com um muro de pedra, e os dinamarqueses de Northampton se submeteram a ele. Os exércitos de Cambridge e da Anglia Oriental também se submeteram, e até ao final do ano os únicos exércitos dinamarqueses ainda se mantinham em quatro dos cinco distritos: Leicester, Stamford, Nottingham e Lincoln.

## Sucessos
Pode-se afirmar que Eduardo superou os sucessos militares de seu pai, regressando o Danelaw ao domínio saxão e reinando sobre Mércia a partir de 918 depois da morte de sua irmã Etelfleda de Wessex (Æðelflǣd). No ano de 918, todos os danos do sul haviam se submetido a Eduardo. Sua sobrinha Elfwynn, filha de Etelfleda, foi nomeada sucessora de sua mãe, mas Eduardo a depôs, terminando assim com a independência de Mércia. Já havia anexado as cidades de Londres e Oxford e as terras circundantes a Oxfordshire e Middlesex.
Uma série de invasões escandinavas pelo norte, forçaram a Eduardo a entrar em várias batalhas entre o final de 918 e final de 920. Nesse momento, os escandinavos, os escoceses e os galos o chamavam "pai e senhor". Este reconhecimento de senhorio de Eduardo na Escócia levou a que seus sucessores reclamassem soberania sobre esse reino.
Eduardo reorganizou a igreja em Wessex, criando novos bispados em Ramsbury e Sonning, Wells e Crediton. Apesar disto, há pouca evidência de que Eduardo fosse particularmente religioso. De imediato, o Papa lhe enviou uma reprimenda para que pusesse maior atenção a suas responsabilidades religiosas.

## Falecimento
Morreu liderando um exército contra a rebelião cambro-merciana, em 17 de julho de 924 em Farndon, Cheshire. Seus restos foram sepultados na igreja nova de Winchester, Hampshire, que ele mesmo havia estabelecido em 901. Depois da conquista normanda, a igreja foi substituída pela abadia de Hyde, ao norte da cidade, e o corpo do rei Eduardo foi transferido para lá.
Seu último lugar de descanso está marcado por um bloco de pedra com uma cruz inscrita, fora da abadia, em um parque público.

## Matrimônio e descendência

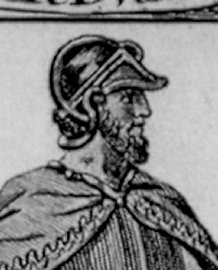
Eduardo, o Velho

O rei Eduardo teve catorze filhos de seus três matrimônios e pode ser que tenha tido filhos ilegítimos também.
Em 893 casou-se com Egvina, mulher de baixa condição social, com a qual teve 3 filhos:
- Etelstano (c. 894 - m. palácio de Gloucester, 27 de outubro de 939), rei de Wessex ao morrer seu irmão Etelveardo (924) e primeiro rei de toda Inglaterra unificada.
- Edite (n. 900 - m. como abadessa de Tanworth, Gloucestershire, 937), monja ao enviuvar, foi canonizada; casada com Sitrico II Caoch, rei de Iorque e de  Nortúmbria (n.890-m.927).

Como o status de Egvina, sua primeira esposa, era baixo, pouco depois da ascensão de Eduardo ao trono, eles se separaram e seus filhos foram declarados ilegítimos.
Assim, para reconciliar-se com o ramo de Etelredo I, Eduardo casou-se em 901 com Elfleda, filha do ealdormano Etelelmo, provavelmente de Wiltshire. Deste matrimônio nasceram 10 filhos:
- Etelveardo (C. 902 - m. Oxford, 2 de julho de 924), ermitão, rei de Wessex ao suceder seu pai durante 16 dias (de 17 de junho a 2 de julho de 924).
- Eduíno (m. afogado no Canal Inglês ou assassinado por ordens do rei Etelstano, 933), sub-rei de Kent.
- Etelilda, monja da abadia de Romsey, Hampshire.
- Edgiva de Wessex (Ogiva) (n. 902 - m. 955), casada primeiro com Carlos III "o Simples", rei da França (n.879-m.929) e depois com Heriberto, conde de Meaux e de Troyes (n.910-m.984).
- Edfleda, monja em Winchester.
- Edilda (m. 937), casada com Hugo, o Grande, conde de Paris e duque da França -descendente de Carlos Magno pela linha feminina (n.895-m.956).
- Edite (n. 910 - m. 26 de janeiro de 946), casada com Oto I, o Grande, rei da Alemanha e depois imperador do Sacro Império Romano Germânico (n.912-m.973).
- Elfleda (n. 905 - m. 963), monja em Winchester.
- Etelfleda (n. 906 - m. ?), monja, abadessa de Ramsey, Hampshire.
- Elgiva, desposou um "Principe dos Alpes;

Viúvo em 920, Eduardo casa-se pela terceira vez -ainda que pela segunda legalmente com Edgiva de Kent, filha de Sigelelmo, cavalheiro de Kent, de aproximadamente 15 anos de idade, nascendo deste matrimônio 4 filhos:
- Edmundo I (n. 921 - m. assassinado, Pucklechurch, Dorset, 26 de março de 946), apelidado "o Magnífico", sucessor de seu meio-irmão Etelstano como rei da Inglaterra (939).
- Edburga (n. 922 - m. abadia de Nunnanminster, 15 de junho de 960), monja na abadia de Nunnanminster, depois canonizada.
- Edredo (n. 923 - m. Frome, Somerset, 23 de novembro de 955), sucessor de seu irmão Edmundo como rei da Inglaterra (946).